# Assurance chômage
L'assurance chômage (ou au Canada l'assurance-emploi), est un régime d'assurance sociale qui vise à compenser la perte de salaire des assurés privés d'emploi, involontairement ou non. Selon les pays, l'assujettissement des travailleurs peut être obligatoire, et l'ouverture des droits peut être subordonné à des périodes minimales d'emploi (et donc de cotisation) préalables. Le revenu de remplacement, appelé « prestations chômage » ou « allocations chômage », peut compenser en tout ou partie la perte des revenus du travail, selon les modalités d'indemnisation prévues et les droits de chaque assuré.

## Algérie
La Caisse nationale d’assurance-chômage (CNAC) a été créée en 1994, en tant qu’institution publique de sécurité sociale algérienne. Elle est chargée de l’indemnisation du chômage des anciens salariés ayant fait l’objet d’un licenciement. Cette activité, importante entre 1996 et 1999, a cependant diminué depuis. Depuis 2004, la CNAC est chargée de la mise en œuvre d’un dispositif de soutien à la création d’activité pour les chômeurs âgés de 35 à 55 ans (âge abaissé à 30 ans en 2010 et augmenté à 55 ans en 2019).
À partir de mars 2022, une allocation chômage de 13 000 dinars sera versée aux jeunes chômeurs primo-demandeurs d'emploi, âgés entre 19 et 40 ans. Selon le président Abdelmadjid Tebboune, « l'allocation est budgétisée dans la loi de finances 2022 et elle garantira la dignité du jeune chômeur, puisqu’elle lui permet de percevoir une sorte de mini-salaire ». Cette décision fait de l'Algérie le premier pays, après ceux d'Europe, à avoir institué une telle allocation.

## Allemagne
Le système d'assurance chômage a été fortement réformé entre 2003 et 2005 : voir réformes Hartz.

## Belgique
Les débuts de l'assurance chômage remontent à l'instauration en 1915 d'un système secours-chômage destiné aux personnes sans travail. Un Fonds social de solidarité « provisoire » est mis en place après la guerre.
La loi du 28 décembre 1944 établit un vrai système de sécurité sociale obligatoire pour tous les travailleurs.
Le 26 avril 1945, un arrêté fixe le premier règlement d'allocation de chômage et instaure le droit généralisé à l'assurance chômage.

## Canada
Au Canada, l'assurance-emploi existe officiellement depuis 1940, à la suite d'une modification à la constitution canadienne (elle-même établie à la suite de l'adoption de la loi constitutionnelle de 1867).

## France
C’est en 1958, sous la triple impulsion du président de la République française Charles de Gaulle, du syndicat Force ouvrière (favorable à une assurance distincte de la Sécurité sociale, largement contrôlée par la CGT) et de hauts fonctionnaires soucieux des conséquences sociales de l'intégration européenne, que les partenaires sociaux (c’est-à-dire les organisations d’employeurs et les syndicats de salariés) créent un système national d’aide aux salariés involontairement privés d’emploi : l'Assurance chômage. Cette dernière est administrée de façon paritaire. Fin 2008, le réseau opérationnel de l’Assurance chômage (reposant sur des salariés de droit privé) fusionne avec le service public de l’ANPE (piloté par des fonctionnaires) pour donner naissance à Pôle emploi. L’Unédic conserve la gestion de l’Assurance chômage.
S'il réside en France, un salarié physiquement apte à travailler et ayant suffisamment cotisé ouvre des droits à l'assurance chômage après une perte d'emploi, due à une fin de CDD ou d'intérim, à un licenciement ou à une rupture conventionnelle, mais pas après une démission sauf si elle est qualifiée de légitime.

## Suisse
L'assurance-chômage est régie par la loi fédérale du 25 juin 1982 sur l’assurance-chômage obligatoire et l’indemnité en cas d’insolvabilité.